# SN 2006jv
SN 2006jv – supernowa typu Ia odkryta 3 października 2006 roku w galaktyce A013032+0013. W momencie odkrycia miała maksymalną jasność 23,30m.